# Zichy Eleonóra
Zicsi és vázsonykői gróf Zichy Eleonóra (Pest, 1867. március 28. – Budapest, 1945. október 31.) magyar arisztokrata hölgy, gróf Péchy Manó unokája, gróf Zichy Rezső és gróf Péchy Janka leánya. Memoárírónő.

## Élete
Az ősrégi római katolikus főnemesi zicsi és vázsonykői Zichy család sarja. Apja gróf Zichy Rezső (1833–1893), Abaúj-Torna, Kassa, Eperjes, Bártfa és Kis-Szeben főispánja, nagybirtokos, anyja péchújfalusi gróf Péchy Jacqueline (1846–1915) volt. Apai nagyszülei gróf Zichy Károly (1778–1834), Moson vármegye főispánja, nagybirtokos, és gróf Seilern Crescence (1799–1875) voltak; nagyapja halála után, nagyanyja, férjhez ment gróf Széchenyi Istvánhoz. Konzervatív katolikus szellemben nevelkedett, amivel nagy kontrasztot jelentett, amikor a liberális, protestáns, sőt szabadkőműves csíkszentkirályi Andrássy családba került. Andrássy Tivadar, id. Andrássy Gyula fia 1885. június 24-én vette feleségül, négy lányuk született:
- Ilona (1886–1967), Cziráky József neje; 1961-ben kivándorolt Kanadába
- Borbála (Boy) (1890–1968), Pallavicini György őrgróf felesége
- Katinka (1892–1985), „a vörös grófnő”, gróf Károlyi Mihály (miniszterelnök) neje
- Klára (Kája) (1898–1941), legitimista, angolszászbarát politikus és újságíró

Lányait rendkívül szigorú szabályok szerint nevelte. Angol, francia és német nevelőnőket alkalmazott melléjük, hogy etikett- és nyelvi képzésükkel a magasabb társadalmi körökben mindenkor meg tudják állni a helyüket. Különös érzékkel adta őket férjhez a legjobb partikhoz.
Első férje 1905-ben bekövetkezett korai halála után négy évvel, 1909-ben feleségül ment sógorához, ifj. Andrássy Gyulához, aki anyagi és társadalmi biztonságot jelentett számukra.

## Naplója
Naplójából, amelyet több nyelven, remek stílusban írt, megismerhetjük a régi arisztokrácia bukásának érzékletes részleteit, amelyek Magyarország trianoni szétdarabolását követték. Nem rejti véka alá rosszallását veje szerepét illetően, aki a haza sírásóinak adta át a hatalmat, akik rémuralmat teremtettek, pusztítottak mindent, ami a régi társadalmi rendet jelentette, a vallást, az erkölcsöt, miközben mindent elraboltak, amit csak lehetett. A naplót 2018-ban nyomtatásban is kiadták Gróf ifjabb Andrássy Gyuláné Zichy Eleonóra: Napló 1917–1922 címmel.

## Fordítás
- Ez a szócikk részben vagy egészben  az   Eleonóra Zichy című angol Wikipédia-szócikk ezen változatának fordításán alapul.  Az eredeti cikk szerkesztőit annak laptörténete sorolja fel. Ez a jelzés csupán a megfogalmazás eredetét és a szerzői jogokat jelzi, nem szolgál a cikkben szereplő információk forrásmegjelöléseként.